# Alberto Macías
Alberto Macías (* 28. Dezember 1969 in Guadalajara, Jalisco) ist ein ehemaliger mexikanischer Fußballspieler auf der Position eines Verteidigers.

## Laufbahn
Macías begann seine Profikarriere in der Saison 1990/91 beim Deportivo Toluca FC, bei dem er während der gesamten 1990er Jahre unter Vertrag stand. In seinen letzten Jahren bei Toluca gewann er mit den Diablos Rojos dreimal den Meistertitel der mexikanischen Liga.
Im Sommer 2000 unterschrieb er beim CD Cruz Azul und wechselte fortan die Vereine in halbjährlichem bis jährlichem Turnus.
Beim WM-Qualifikationsspiel gegen Kanada (0:0) am 15. November 2000 feierte er sein Debüt im Dress der mexikanischen Nationalmannschaft, für die er im Januar und Februar 2001 noch in drei weiteren Länderspielen zum Einsatz kam.

## Erfolge
- Mexikanischer Meister: Verano 1998, Verano 1999, Verano 2000